# Белокоремни папагали
Белокоремните папагали (Pionites) са два вида папагали: Ръжевотеменен белокоремен папагал и Амазонек черношапчест. И двата вида са относителни малки по размер и светли на цвят.
В дивата природа обитават поречието на Амазонка в Южна Америка, като червношапчестия Амазонек се среща по северното поречие на Амазонка, а ръжевотеменния белокоремен папагал по южното. Предпочитат горски местности, хранят се със семена и плодове. Прекарват повечето си време по върховете на дърветата, събирайки храна и играейки. Много са гласовити могат да се срещнат по двойки или в малки групи.
Белокоремните папагали понякога са наричани „седем-цветни“ папагали. Защото оперението им включва – черно, зелено, жълто, оранжево, бяло и синъо. При ритмично пляскане от страна на човек, те се опиват да „танцуват“ в ритъм. Затова са наречени „танцуващи папагали“.
Перата на белокоремния папагал издават характерен жужащ звук при полет.

## Видове и подвидове
- Амазонек червеношапчест папагал, Pionites melanocephalus. Има два подвида:
  - Black-headed Parrot/Caique (P. m. melanocephalus): Източната част на местообитанието им. Оранжеви кълки, тъмно оранжево теме и бял корем.
  - Pallid Parrot/Caique (P. m. pallidus): Западната част на местообитанието им. Жълти кълки, бледо теме и много бледо жълт корем (понякога трудно забележимо жълт; в дивата природа е „мръсно бял“).

- Ръжевотеменен папагал, Pionites leucogaster. Има три подвида:
  - Green-thighed Parrot/Caique (Pionites l. leucogaster): Източната част на местообитанието им. Има зелени кълки и зелени горни пера на опашката.
  - Yellow-thighed Parrot/Caique (P. l. xanthomerius): Западната част на местообитанието им. Има жълти кълки и жълти горни пера на опашката.
  - Yellow-tailed Parrot/Caique (P. l. xanthurus): Централната част на местообитанието им. Има жълти кълки и жълти горни пера на опашката.

- Възрастен черношапчест амазонек
- Green-thighed Caique/Parrot

## Като домашни любимци
Белокоремните папагали са популярни домашни любимци, черношапчестият Амазонек се радва на по-голяма популярност, защото се отглежда от повече време в плен, но и ръжевотеменния набира голяма популярност. Белокоремните папагали се разбират много добре с хората и имат репутацията на игриви и енергични птици, обичат да играят с играчките си и да лежат по гръб(на картинката вдясно). Те са слаби летци, изморяват се и се задъхват от много кратки дистанции. Освен това са тромави във въздуха в сравнение с другите птици. Те предпочитата да се катерят, вървят и скачат като начин на придвижване. Те са много добри катерачи с много здрави крака. Поведението им наподобява лорита и лорикети.
И двата вида белокоремни папагали показват поведение подобно на 'сърфинг'. То представлява действие, при което птицата започва енергично да търка лицето, крилата и гърдите си във всякакви меки материали около него(килими, кърпи, възглавници, завеси и дори човешка коса), като за придвижване използва клюна си. Това е придружено с много странно поведние. Не се знае какво е предназначението на това поведение, но изглежда, че доставя удоволствие на птицата.
Птици в Южна Америка